# Поснов Андрій Валерійович
Андрій Валерійович Поснов (рос. Андрей Валерьевич Поснов; 19 листопада 1981, м. Воркута, СРСР) — російський хокеїст, лівий нападник. Виступає за «Витязь» (Чехов) у Континентальній хокейній лізі. 
Вихованець хокейної школи «Спартак» (Москва). Виступав за «Крила Рад» (Москва), «Спартак» (Москва), «Нафтохімік» (Нижньокамськ), СКА (Санкт-Петербург), «Сибір» (Новосибірськ), «Атлант» (Митищі), «Торпедо» (Нижній Новгород).